# 인터코스모스

인터코스모스 로고

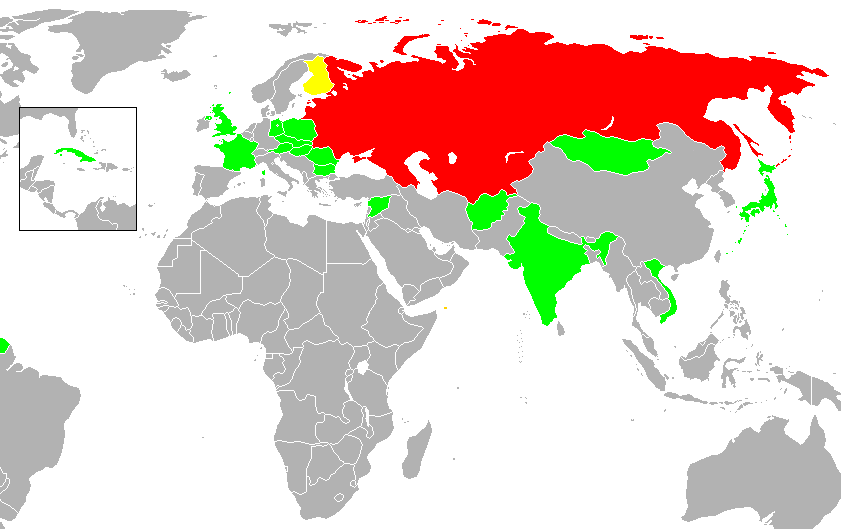
유인 우주 비행 제공국
참여국

인터코스모스(러시아어: Интеркосмос, 영어: Interkosmos)는 과거 소련의 우주 개발 프로그램이다.
1967년 4월 무인 연구 위성 탐사를 시작으로, 최초의 유인 탐사는 1978년 2월에 시작되었다.

## 같이 보기
- 아폴로-소유스 시험 계획
- 베가 1, 베가 2

## 참조
1. ↑  Burgess, Colin; Hall, Rex (2008). 《The first Soviet cosmonaut team: their lives, legacy, and historical impact》. Berlin: Springer. 331쪽. ISBN 0-387-84823-1.